# تنغ كمدرآب كنارو (مقاطعة تشرام)
تنغ كمدرآب كنارو (بالفارسية: تنگ کمدرآب کنارو) هي قرية تقع في قسم تشرام الريفي (مقاطعة تشرام) في إيران.